# Hannersdorf
Hannersdorf (mađarski: Sámfalva) je općina u kotaru Borta u Gradišću, Austrija. 

## Šport
- SV Hannersdorf, nogometni klub